# Exyston clementi
Exyston clementi là một loài tò vò trong họ Ichneumonidae.